# Ali bin Sa'id di Zanzibar
ʿAlī bin Saʿīd Āl bū Saʿīd (Mascate 1854 – Unguja, 5 marzo 1893) è stato il quarto sultano di Zanzibar.
Governò dal 13 febbraio 1890 al 5 marzo 1893 e gli succedette suo nipote Hamad bin Thuwayni di Zanzibar.